# 2018-as labdarúgó-világbajnokság (F csoport)
A 2018-as labdarúgó-világbajnokság F csoportjának mérkőzéseit 2018. június 17-től 27-ig játszották. A csoportban Németország, Mexikó, Svédország és Dél-Korea szerepelt. Svédország és Mexikó jutott tovább.

## Tabella
| Hely. | Csapat      | M | Gy | D | V | G+ | G– | Gk | P | Továbbjutás                                |
| ----- | ----------- | - | -- | - | - | -- | -- | -- | - | ------------------------------------------ |
| 1.    | Svédország  | 3 | 2  | 0 | 1 | 5  | 2  | +3 | 6 | Továbbjutott az egyenes kieséses szakaszba |
| 2.    | Mexikó      | 3 | 2  | 0 | 1 | 3  | 4  | −1 | 6 | Továbbjutott az egyenes kieséses szakaszba |
| 3.    | Dél-Korea   | 3 | 1  | 0 | 2 | 3  | 3  | 0  | 3 |                                            |
| 4.    | Németország | 3 | 1  | 0 | 2 | 2  | 4  | −2 | 3 |                                            |

## Mérkőzések
Az időpontok helyi idő szerint, a zárójelben magyar idő szerint értendők.
Használt rövidítések (magyar rövidítés – angol rövidítés – poszt):
| - KA – GK – kapus - V – DF – hátvéd - S – SW – söprögető - JV – RB – jobb oldali védő - KV – CB – középső védő - BV – LB – bal oldali védő - JSZV – RWB – jobb szélső védő - BSZV – LWB – bal szélső védő | - KP – MF – középpályás - VKP – DM – védekező középpályás - BKP – LM – bal oldali középpályás - KKP – CM – középső középpályás - JKP – RM – jobb oldali középpályás | - JSZ – RW – jobb szélső - BSZ – LW – bal szélső - TKP – AM – támadó középpályás | - CS – ST, FW – csatár - JCS – RF – jobb oldali csatár - KCS – CF – középső csatár - BCS – LF – bal oldali csatár |

### Németország – Mexikó
| 2018. június 17. 18:00 (17:00) |

| Németország | 0–1               | Mexikó     |
| ----------- | ----------------- | ---------- |
|             | (0–1) Jegyzőkönyv | Lozano 35' |

| Luzsnyiki Stadion, Moszkva Nézőszám: 78 011 Játékvezető: Alirezá Fagáni (iráni) |

| Németország | Mexikó |

| KA                   | 1  | Manuel Neuer (csk)  |     |     |
| JV                   | 18 | Joshua Kimmich      |     |     |
| KV                   | 17 | Jérôme Boateng      |     |     |
| KV                   | 5  | Mats Hummels        | 84' |     |
| BV                   | 2  | Marvin Plattenhardt |     | 79' |
| KKP                  | 8  | Toni Kroos          |     |     |
| KKP                  | 6  | Sami Khedira        |     | 60' |
| JSZ                  | 13 | Thomas Müller       | 83' |     |
| TKP                  | 10 | Mesut Özil          |     |     |
| BSZ                  | 7  | Julian Draxler      |     |     |
| KCS                  | 9  | Timo Werner         |     | 86' |
| Cserék:              |    |                     |     |     |
| CS                   | 11 | Marco Reus          |     | 60' |
| CS                   | 23 | Mario Gómez         |     | 79' |
| KP                   | 20 | Julian Brandt       |     | 86' |
| Szövetségi kapitány: |    |                     |     |     |
| Joachim Löw          |    |                     |     |     |

| KA                   | 13 | Guillermo Ochoa       |     |     |
| JV                   | 3  | Carlos Salcedo        |     |     |
| KV                   | 2  | Hugo Ayala            |     |     |
| KV                   | 15 | Héctor Moreno         | 40' |     |
| BV                   | 23 | Jesús Gallardo        |     |     |
| KKP                  | 16 | Héctor Herrera        | 90' |     |
| KKP                  | 18 | Andrés Guardado (csk) |     | 74' |
| JSZ                  | 7  | Miguel Layún          |     |     |
| TKP                  | 11 | Carlos Vela           |     | 58' |
| BSZ                  | 22 | Hirving Lozano        |     | 66' |
| KCS                  | 14 | Javier Hernández      |     |     |
| Cserék:              |    |                       |     |     |
| V                    | 21 | Edson Álvarez         |     | 58' |
| CS                   | 9  | Raúl Jiménez          |     | 66' |
| V                    | 4  | Rafael Márquez        |     | 74' |
| Szövetségi kapitány: |    |                       |     |     |
| Juan Carlos Osorio   |    |                       |     |     |

| A mérkőzés játékosa: Hirving Lozano (Mexikó) Asszisztensek: Reza Sokhandan (iráni) Mohammadreza Mansouri (iráni) Negyedik játékvezető: Mohammed Abdulla Hassan Mohamed (egyesült arab emírségekbeli) Ötödik játékvezető: Mohamed Al Hammadi (egyesült arab emírségekbeli) Videóbíró: Massimiliano Irrati (olasz) Videóbíró-asszisztens: Wilton Sampaio (brazil) Carlos Astroza (chilei) Mark Geiger (amerikai) |

### Svédország – Dél-Korea
| 2018. június 18. 15:00 (14:00) |

| Svédország               | 1–0               | Dél-Korea |
| ------------------------ | ----------------- | --------- |
| Granqvist 65' (11-esből) | (0–0) Jegyzőkönyv |           |

| Nyizsnyij Novgorod Stadion, Nyizsnyij Novgorod Nézőszám: 42 300 Játékvezető: Joel Aguilar (salvadori) |

| Svédország | Dél-Korea |

| KA                   | 1  | Robin Olsen             |     |     |
| JV                   | 6  | Ludwig Augustinsson     |     |     |
| KV                   | 4  | Andreas Granqvist (csk) |     |     |
| KV                   | 18 | Pontus Jansson          |     |     |
| BV                   | 2  | Mikael Lustig           |     |     |
| JKP                  | 17 | Viktor Claesson         | 61' |     |
| KKP                  | 7  | Sebastian Larsson       |     | 81' |
| KKP                  | 8  | Albin Ekdal             |     | 71' |
| BKP                  | 10 | Emil Forsberg           |     |     |
| KCS                  | 9  | Marcus Berg             |     |     |
| KCS                  | 20 | Ola Toivonen            |     | 77' |
| Cserék:              |    |                         |     |     |
| KP                   | 15 | Oscar Hiljemark         |     | 71' |
| CS                   | 22 | Isaac Kiese Thelin      |     | 77' |
| KP                   | 13 | Gustav Svensson         |     | 81' |
| Szövetségi kapitány: |    |                         |     |     |
| Janne Andersson      |    |                         |     |     |

| KA                   | 23 | Cso Hjonu          |     |     |
| JV                   | 2  | I Jong             |     |     |
| KV                   | 20 | Csang Hjonszu      |     |     |
| KV                   | 19 | Kim Jonggvon       |     |     |
| BV                   | 6  | Pak Csuho          |     | 28' |
| KKP                  | 17 | I Dzseszong        |     |     |
| KKP                  | 16 | Ki Szongjong (csk) |     |     |
| KKP                  | 13 | Ku Dzsacshol       |     | 73' |
| JCS                  | 11 | Hvang Hicshan      | 55' |     |
| KCS                  | 9  | Kim Sinuk          | 13' | 66' |
| BCS                  | 7  | Szon Hungmin       |     |     |
| Cserék:              |    |                    |     |     |
| V                    | 12 | Kim Minu           |     | 28' |
| KP                   | 15 | Csong Ujong        |     | 66' |
| KP                   | 10 | I Szungu           |     | 73' |
| Szövetségi kapitány: |    |                    |     |     |
| Sin Thejong          |    |                    |     |     |

| A mérkőzés játékosa: Andreas Granqvist (Svédország) Asszisztensek: Juan Zumba (salvadori) Juan Carlos Mora (Costa Rica-i) Negyedik játékvezető: Norbert Hauata (tahiti) Ötödik játékvezető: Bertrand Brial (új-kaledóniai) Videóbíró: Mauro Vigliano (argentin) Videóbíró-asszisztens: Abdulramán al-Dzsasszím (katari) Taleb Al Maari (katari) Daniele Orsato (olasz) |

### Dél-Korea – Mexikó
| 2018. június 23. 18:00 (17:00) |

| Dél-Korea          | 1–2               | Mexikó                            |
| ------------------ | ----------------- | --------------------------------- |
| Szon Hungmin 90+3' | (0–1) Jegyzőkönyv | Vela 26' (11-esből) Hernández 66' |

| Rosztov Aréna, Rosztov-na-Donu Nézőszám: 43 472 Játékvezető: Milorad Mažić (szerb) |

| Dél-Korea | Mexikó |

| KA                   | 23 | Cso Hjonu          |     |     |
| JV                   | 2  | I Jong             | 63' |     |
| KV                   | 20 | Csang Hjonszu      |     |     |
| KV                   | 19 | Kim Jonggvon       | 58' |     |
| BV                   | 12 | Kim Minu           |     | 84' |
| JKP                  | 18 | Mun Szonmin        |     | 77' |
| KKP                  | 8  | Csu Szedzsong      |     | 64' |
| KKP                  | 16 | Ki Szongjong (csk) |     |     |
| BKP                  | 11 | Hvang Hicshan      |     |     |
| KCS                  | 17 | I Dzseszong        |     |     |
| KCS                  | 7  | Szon Hungmin       |     |     |
| Cserék:              |    |                    |     |     |
| KP                   | 10 | I Szungu           | 72' | 64' |
| KP                   | 15 | Csong Ujong        | 80' | 77' |
| V                    | 14 | Hong Cshol         |     | 84' |
| Szövetségi kapitány: |    |                    |     |     |
| Sin Thejong          |    |                    |     |     |

| KA                   | 13 | Guillermo Ochoa       |  |     |
| JV                   | 21 | Edson Álvarez         |  |     |
| KV                   | 3  | Carlos Salcedo        |  |     |
| KV                   | 15 | Héctor Moreno         |  |     |
| BV                   | 23 | Jesús Gallardo        |  |     |
| JKP                  | 7  | Miguel Layún          |  |     |
| KKP                  | 16 | Héctor Herrera        |  |     |
| BKP                  | 18 | Andrés Guardado (csk) |  | 68' |
| JSZ                  | 11 | Carlos Vela           |  | 77' |
| KCS                  | 14 | Javier Hernández      |  |     |
| BSZ                  | 22 | Hirving Lozano        |  | 71' |
| Cserék:              |    |                       |  |     |
| V                    | 4  | Rafael Márquez        |  | 68' |
| KP                   | 17 | Jesús Manuel Corona   |  | 71' |
| KP                   | 10 | Giovani dos Santos    |  | 77' |
| Szövetségi kapitány: |    |                       |  |     |
| Juan Carlos Osorio   |    |                       |  |     |

| A mérkőzés játékosa: Javier Hernández (Mexikó) Asszisztensek: Milovan Ristić (szerb) Dalibor Đurđević (szerb) Negyedik játékvezető: John Pitti (panamai) Ötödik játékvezető: Gabriel Victoria (panamai) Videóbíró: Daniele Orsato (olasz) Videóbíró-asszisztens: Artur Soares Dias (portugál) Carlos Astroza (chilei) Tiago Martins (portugál) |

### Németország – Svédország
| 2018. június 23. 21:00 (20:00) |

| Németország                           | 2–1               | Svédország   |
| ------------------------------------- | ----------------- | ------------ |
| Reus 48' Boateng 71′, 82′ Kroos 90+5' | (0–1) Jegyzőkönyv | Toivonen 32' |

| Olimpiai Stadion, Szocsi Nézőszám: 44 287 Játékvezető: Szymon Marciniak (lengyel) |

| Németország | Svédország |

| KA                   | 1  | Manuel Neuer (csk) |          |     |
| JV                   | 18 | Joshua Kimmich     |          |     |
| KV                   | 16 | Antonio Rüdiger    |          |     |
| KV                   | 17 | Jérôme Boateng     | 71′, 82′ |     |
| BV                   | 3  | Jonas Hector       |          | 87' |
| KKP                  | 19 | Sebastian Rudy     |          | 31' |
| KKP                  | 8  | Toni Kroos         |          |     |
| JSZ                  | 13 | Thomas Müller      |          |     |
| TKP                  | 7  | Julian Draxler     |          | 46' |
| BSZ                  | 11 | Marco Reus         |          |     |
| KCS                  | 9  | Timo Werner        |          |     |
| Cserék:              |    |                    |          |     |
| KP                   | 21 | İlkay Gündoğan     |          | 31' |
| CS                   | 23 | Mario Gómez        |          | 46' |
| KP                   | 20 | Julian Brandt      |          | 87' |
| Szövetségi kapitány: |    |                    |          |     |
| Joachim Löw          |    |                    |          |     |

| KA                   | 1  | Robin Olsen             |       |     |
| JV                   | 2  | Mikael Lustig           |       |     |
| KV                   | 3  | Victor Lindelöf         |       |     |
| KV                   | 4  | Andreas Granqvist (csk) |       |     |
| BV                   | 6  | Ludwig Augustinsson     |       |     |
| JKP                  | 17 | Viktor Claesson         |       | 74' |
| KKP                  | 7  | Sebastian Larsson       | 90+7' |     |
| KKP                  | 8  | Albin Ekdal             | 52'   |     |
| BKP                  | 10 | Emil Forsberg           |       |     |
| KCS                  | 9  | Marcus Berg             |       | 90' |
| KCS                  | 20 | Ola Toivonen            |       | 78' |
| Cserék:              |    |                         |       |     |
| KP                   | 21 | Jimmy Durmaz            |       | 74' |
| CS                   | 11 | John Guidetti           |       | 78' |
| CS                   | 22 | Isaac Kiese Thelin      |       | 90' |
| Szövetségi kapitány: |    |                         |       |     |
| Janne Andersson      |    |                         |       |     |

| A mérkőzés játékosa: Marco Reus (Németország) Asszisztensek: Paweł Sokolnicki (lengyel) Tomasz Listkiewicz (lengyel) Negyedik játékvezető: Ryuji Sato (japán) Ötödik játékvezető: Szagara Tóru (japán) Videóbíró: Clément Turpin (francia) Videóbíró-asszisztens: Paweł Gil (lengyel) Cyril Gringore (francia) Paolo Valeri (olasz) |

### Dél-Korea – Németország
| 2018. június 27. 17:00 (16:00) |

| Dél-Korea                             | 2–0               | Németország |
| ------------------------------------- | ----------------- | ----------- |
| Kim Jonggvon 90+3' Szon Hungmin 90+6' | (0–0) Jegyzőkönyv |             |

| Kazany Aréna, Kazany Nézőszám: 41 835 Játékvezető: Mark Geiger (amerikai) |

| Dél-Korea | Németország |

| KA                   | 23 | Cso Hjonu          |     |     |     |
| JV                   | 2  | I Jong             |     |     |     |
| KV                   | 5  | Jun Jongszon       |     |     |     |
| KV                   | 19 | Kim Jonggvon       |     |     |     |
| BV                   | 14 | Hong Cshol         |     |     |     |
| JKP                  | 17 | I Dzseszong        | 23' |     |     |
| KKP                  | 15 | Csong Ujong        | 9'  |     |     |
| KKP                  | 20 | Csang Hjonszu      |     |     |     |
| BKP                  | 18 | Mun Szonmin        | 48' | 69' |     |
| KCS                  | 13 | Ku Dzsacshol       |     | 56' |     |
| KCS                  | 7  | Szon Hungmin (csk) | 65' |     |     |
| Cserék:              |    |                    |     |     |     |
| CS                   | 11 | Hvang Hicshan      |     | 56' | 79' |
| KP                   | 8  | Csu Szedzsong      |     | 69' |     |
| V                    | 22 | Ko Johan           |     | 79' |     |
| Szövetségi kapitány: |    |                    |     |     |     |
| Sin Thejong          |    |                    |     |     |     |

| KA                   | 1  | Manuel Neuer (csk) |  |     |
| JV                   | 18 | Joshua Kimmich     |  |     |
| KV                   | 5  | Mats Hummels       |  |     |
| KV                   | 15 | Niklas Süle        |  |     |
| BV                   | 3  | Jonas Hector       |  | 78' |
| KKP                  | 6  | Sami Khedira       |  | 58' |
| KKP                  | 8  | Toni Kroos         |  |     |
| JSZ                  | 14 | Leon Goretzka      |  | 63' |
| TKP                  | 10 | Mesut Özil         |  |     |
| BSZ                  | 11 | Marco Reus         |  |     |
| KCS                  | 9  | Timo Werner        |  |     |
| Cserék:              |    |                    |  |     |
| CS                   | 23 | Mario Gómez        |  | 58' |
| CS                   | 13 | Thomas Müller      |  | 63' |
| KP                   | 20 | Julian Brandt      |  | 78' |
| Szövetségi kapitány: |    |                    |  |     |
| Joachim Löw          |    |                    |  |     |

| A mérkőzés játékosa: Cso Hjonu (Dél-Korea) Asszisztensek: Joe Fletcher (kanadai) Frank Anderson (amerikai) Negyedik játékvezető: Julio Bascuñán (chilei) Ötödik játékvezető: Christian Schiemann (chilei) Videóbíró: Danny Makkelie (holland) Videóbíró-asszisztens: Tiago Martins (portugál) Corey Rockwell (amerikai) Artur Soares Dias (portugál) |

### Mexikó – Svédország
| 2018. június 27. 19:00 (16:00) |

| Mexikó | 0–3               | Svédország                                                    |
| ------ | ----------------- | ------------------------------------------------------------- |
|        | (0–0) Jegyzőkönyv | Augustinsson 50' Granqvist 62' (11-esből) Álvarez 74' (öngól) |

| Központi stadion, Jekatyerinburg Nézőszám: 33 061 Játékvezető: Néstor Pitana (argentin) |

| Mexikó | Svédország |

| KA                   | 13 | Guillermo Ochoa       |     |     |
| JV                   | 21 | Edson Álvarez         |     |     |
| KV                   | 3  | Carlos Salcedo        |     |     |
| KV                   | 15 | Héctor Moreno         | 61' |     |
| BV                   | 23 | Jesús Gallardo        | 1'  | 65' |
| KKP                  | 18 | Andrés Guardado (csk) |     | 75' |
| KKP                  | 16 | Héctor Herrera        |     |     |
| JSZ                  | 7  | Miguel Layún          | 86' | 89' |
| TKP                  | 11 | Carlos Vela           |     |     |
| BSZ                  | 22 | Hirving Lozano        |     |     |
| KCS                  | 14 | Javier Hernández      |     |     |
| Cserék:              |    |                       |     |     |
| KP                   | 8  | Marco Fabián          |     | 65' |
| KP                   | 17 | Jesús Manuel Corona   |     | 75' |
| CS                   | 19 | Oribe Peralta         |     | 89' |
| Szövetségi kapitány: |    |                       |     |     |
| Juan Carlos Osorio   |    |                       |     |     |

| KA                   | 1  | Robin Olsen             |     |     |
| JV                   | 2  | Mikael Lustig           | 88' |     |
| KV                   | 3  | Victor Lindelöf         |     |     |
| KV                   | 4  | Andreas Granqvist (csk) |     |     |
| BV                   | 6  | Ludwig Augustinsson     |     |     |
| JKP                  | 17 | Viktor Claesson         |     |     |
| KKP                  | 7  | Sebastian Larsson       | 26' | 57' |
| KKP                  | 8  | Albin Ekdal             |     | 80' |
| BKP                  | 10 | Emil Forsberg           |     |     |
| KCS                  | 9  | Marcus Berg             |     | 68' |
| KCS                  | 20 | Ola Toivonen            |     |     |
| Cserék:              |    |                         |     |     |
| KP                   | 13 | Gustav Svensson         |     | 57' |
| CS                   | 22 | Isaac Kiese Thelin      |     | 68' |
| KP                   | 15 | Oscar Hiljemark         |     | 80' |
| Szövetségi kapitány: |    |                         |     |     |
| Janne Andersson      |    |                         |     |     |

| A mérkőzés játékosa: Ludwig Augustinsson (Svédország) Asszisztensek: Hernán Maidana (argentin) Juan Pablo Bellati (argentin) Negyedik játékvezető: Andrés Cunha (uruguayi) Ötödik játékvezető: Mauricio Espinosa (uruguayi) Videóbíró: Mauro Vigliano (argentin) Videóbíró-asszisztens: Gery Vargas (bolíviai) Carlos Astroza (chilei) Wilton Sampaio (brazil) |